# Xã Lake Johanna, Quận Pope, Minnesota
Xã Lake Johanna (tiếng Anh: Lake Johanna Township) là một xã thuộc quận Pope, tiểu bang Minnesota, Hoa Kỳ. Năm 2010, dân số của xã này là 139 người.